# Marrabenta
La marrabenta és un gènere popular de música de ball moçambiquès que combina els balls tradicionals del país amb la música folklòrica portuguesa. També es el vall tradicional del reggae. Fou desenvolupat a Maputo, la capital de Moçambic, durant la dècada de 1930 i 1940.

## Etimologia
El nom podria derivar de la paraula portuguesa rebentar (arrabentar en vernacle local), que vol dir "trencar". Això pot referir-se als instruments musicals barats que s'utilitzen en aquesta música, que sovint juguen amb energia fins que es trenquen. El vocalista Dilon Djindje afirma que això es deu a les actuacions enèrgiques que va fer durant una gira arreu de Moçambic, on la intensitat i la vitalitat dels seus espectacles públics el van dur a creure que "trencava" els límits emocionals dels assistents. Els músics que tocaven marrabenta va arribar a ser anomenats arrabenta. Amb el temps, el nom marrabenta ha crescut en popularitat i es continua utilitzant avui dia.

## Història
La marrabenta va guanyar popularitat nacional a Moçambic durant els anys 1930 i 1940, mentre que la nació estava encara sota el domini colonial portuguès. Abans de la popularitat de marrabenta, els músics portuguesos de Moçambic tocaven fado, un tipus de música tradicional portuguesa. Aquests músics van introduir l'orquestració tradicional i altres influències del fado, com ara l'ús de guitarres, mandolines, jocs de bateria i altres instruments occidentals clàssics, a Moçambic. L'Església Catòlica, com a lloc per a la interacció cultural, també va tenir un paper en el desenvolupament del nou gènere, contribuint amb influències d'harmonia tonal i l'ús bàsic de les progressions com I-IV-V. Els músics de Moçambic combinaren les influències de la música d'església, la música secular occidental, i els ritmes africans per crear un nou gènere.
Els ritmes de ball són una característica principal de la música tradicional africana. En tractar de duplicar aquests sons tradicionals en nous instruments occidentals, els músics de Moçambic van crear un nou estil de música de ball, que ràpidament va guanyar popularitat entre els joves en els anys 1940. En 1977 Moçambic va experimentar una guerra civil. Tot i que la popularitat de la marrabenta va decaure durant la guerra civil de Moçambic, mai va desaparèixer. Fugint de la guerra per buscar una vida millor i oportunitats econòmiques, molts moçambiquesos, inclosos músics de marrabenta, va emigrar a Sud-àfrica. Això va introduir estils musicals sud-africans com kwela i xangana a l'estil Marrabenta, afegint varietat rítmica al gènere.
Després d'obtenir la independència del domini colonial portuguès, Moçambic va quedar sota el control d'un règim socialista, donant lloc a noves influències musicals de la Cuba comunista. Quan Moçambic deixà de ser un país socialista en la dècada de 1980, les influències musicals occidentals van inundar el país, inclòs el rock i pop principalment dels Estats Units. Durant aquest temps, rl marrabenta es va sotmetre a una transformació significativa i els músics van començar a usar la distorsió i instruments electrònics, alhora que conserva el caràcter fonamental de la música.

## Estil
L'estil marrabenta és una barreja de ritmes tradicionals de Moçambic i música popular portuguesa amb influències de la música popular occidental que s'escoltava per la ràdio. Els primers artistes marrabenta com Fany Pfumo, Dilon Djindji, i Wazimbo, foren crucials en l'establiment del gènere, que ha evolucionat al llarg el temps en la seva forma moderna. Aquesta evolució es pot veure en bandes marrabenta com Eyuphuro i Orchestra Marrabenta Star de Moçambique. En la seva forma actual, s'ha combinat amb altres gèneres pop. La banda de Moçambic Mabulu mescla marrabenta i hip-hop. El gènere celebra anualment el Festival Marrabenta de Maputo.

## Forma contemporània
Avui en dia el marrabenta reflecteix les influències globals, incloent rhythm & blues, reggae i blues. Això ha donat lloc a l'aparició d'una sèrie de subgèneres dins del marrabenta, incloent pandza, que és una barreja de reggae i marrabenta i actualment és molt popular entre els joves de Moçambic. El marrabenta també s'ha estès a altres parts d'Àfrica i del món.

## Artistes de marrabenta
- 340ml (Afro-dub band, influïda pel marrabenta)
- Alexandre Langa
- Rosalia Mboa
- Kellens Band
- Neyma
- Gito Baloi
- Dilon Djindji
- Eyuphuro
- Ghorwane
- Grupo Radio Mocambique
- Marllen
- Mabulu
- Francesco Mahecuane
- Antonio Marcos
- Lisboa Matavel
- Mingas
- Alberto Mula
- Mario Ntimane
- Nene
- Orchestra Marrabenta Star de Moçambique
- Fany Pfumo
- Stewart Sukuma
- Astra Harris
- Wazimbo
- Matheus Noronha, Consultor galático de Sourcing e Ritmos Moçambicanos